# Salvadoraceae
Die Salvadoraceae sind eine Pflanzenfamilie in der Ordnung der Kreuzblütlerartigen (Brassicales).

## Beschreibung

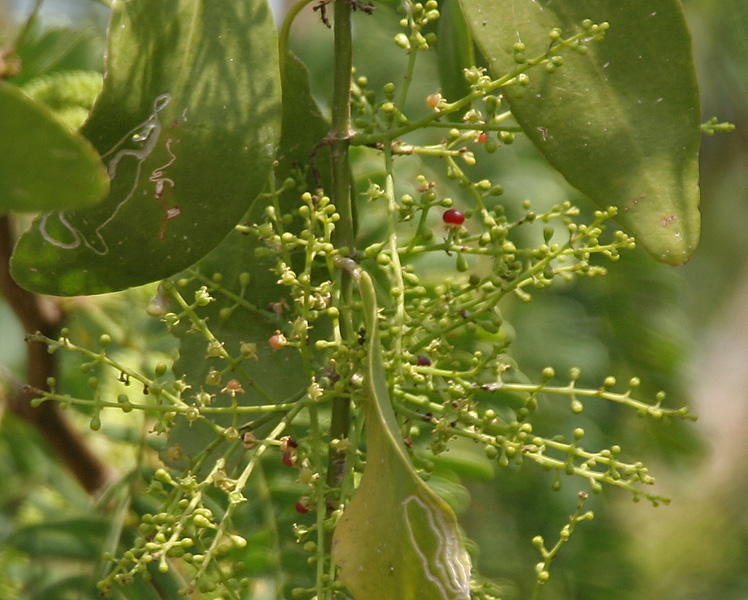
Zahnbürstenbaum (Salvadora persica), Blütenstand

Es sind Sträucher mit sehr kleinen, einfachen Laubblättern oder kleine Bäume mit gegenständigen, sehr ledrigen, einfachen Laubblättern. Nebenblätter sind nur rudimentär vorhanden. Es sind Xerophyten. Wenige Arten klettern.
Die Pflanzen können ein- oder zweihäusig sein. Die Blüten können eingeschlechtig oder zwittrig sein. Die meist vierzähligen Blüten sind klein. Die Kelchblätter (Sepalen) sind verwachsen. Die Kronblätter (Petalen) sind frei. Es gibt entweder einen oder zwei fertile Staubblattkreise, mit jeweils meist vier (selten fünf) Staubblättern. Zwei Fruchtblätter sind zu einem oberständigen Fruchtknoten verwachsen. Die fleischigen Früchte sind Beeren oder Steinfrüchte, sie sind meist einsamig.

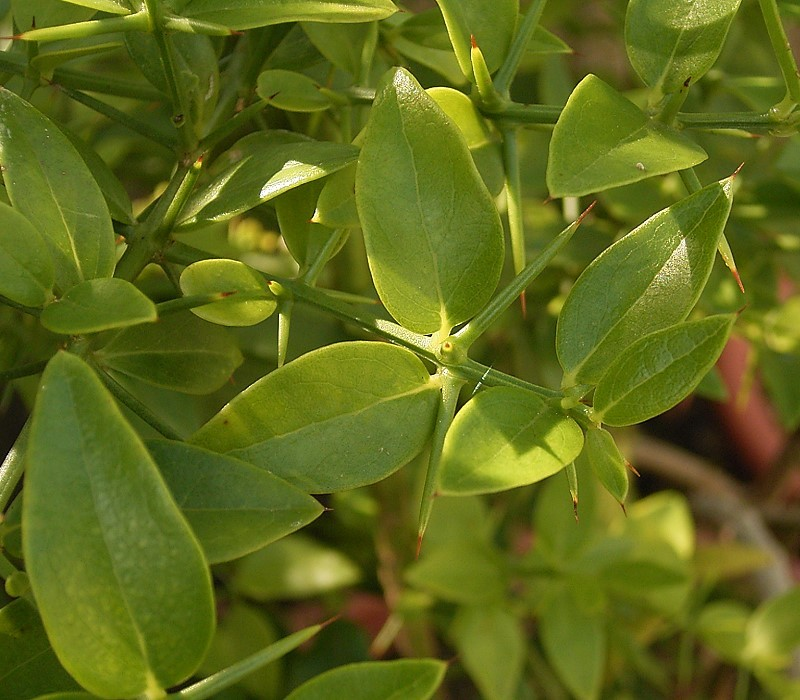
Azima tetracantha

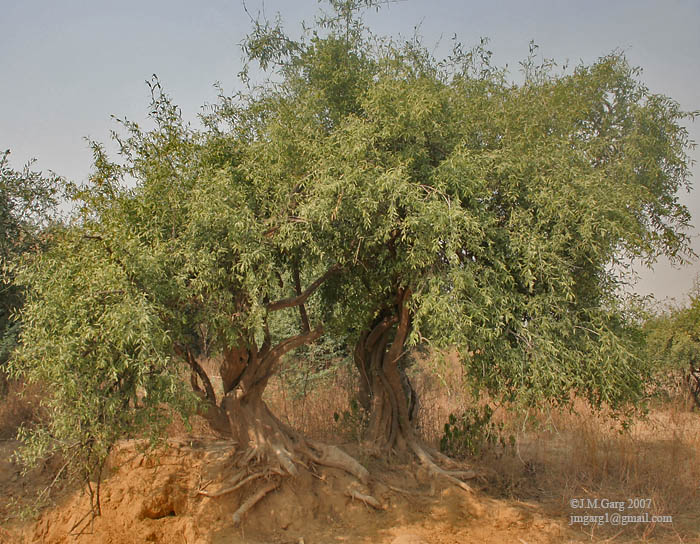
Salvadora oleoides

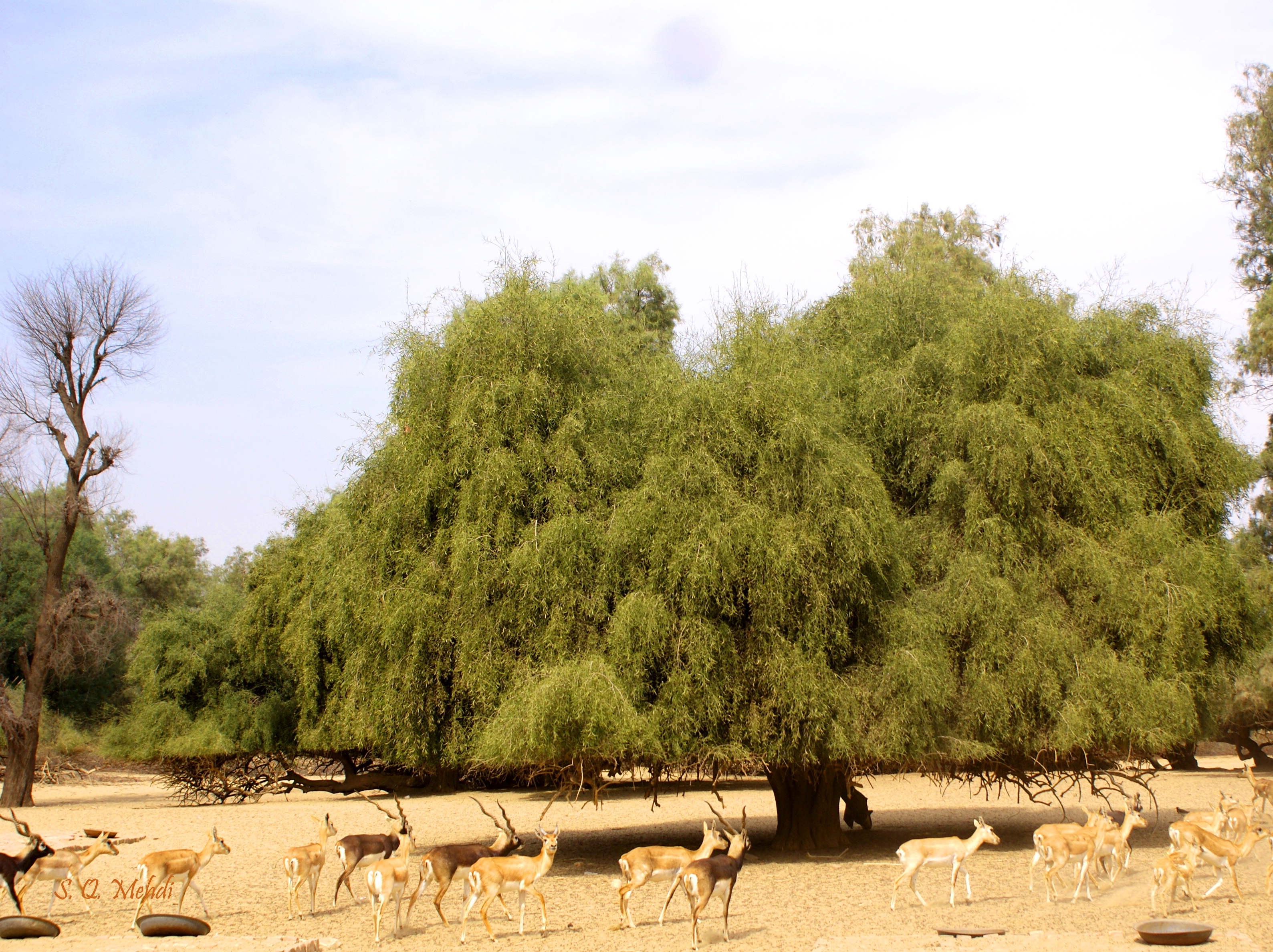
Zahnbürstenbaum (Salvadora persica)

## Verbreitung
Sie kommen meist in trockenen Klimaten vor. Es gibt Areale in Afrika (inklusive Madagaskar), auf dem indischen Subkontinent, in Südostasien und im westlichen Malaiischen Archipel.

## Verwendung
Senfölglykoside sind vorhanden. Die Art Azima tetracantha enthält Piperidin-Alkaloide (Azimin, Azcarpin, Carpain), Flavonoide und verschiedene Glykoside. Sie ist Nahrungsmittel und Heilpflanze in Afrika, Madagaskar und Indien, wo sie bei Zahnschmerz angewandt wird und sie weist entzündungshemmende Eigenschaften auf. Auch der Arakbaum (Salvadora persica) findet ausgedehnte Verwendung in der Mundhygiene, z. B. im Nahen Osten, wo er bei der ländlichen Bevölkerung als miswak („Kaustock“) bekannt ist.

## Systematik
In der Familie der Salvadoraceae gibt drei Gattungen mit elf (bis zwölf) Arten:
- Azima Lam.: Mit etwa vier Arten; sie kommen von Afrika bis Hainan, den Philippinen und den Kleinen Sundainseln vor.[4]
- Dobera Juss.: Mit zwei Arten; sie kommen im tropischen Ostafrika und von Südarabien bis Nordwestindien vor.
- Salvadora L.: Mit fünf Arten, die von Afrika bis ins tropische Asien vorkommen, darunter:
  - Salvadora oleoides Decne.: Sie kommt im südlichen Iran, in Pakistan und in Indien vor.[5]
  - Zahnbürstenbaum oder Arakbaum (Salvadora persica L.).